# Paulos (Patriarch)

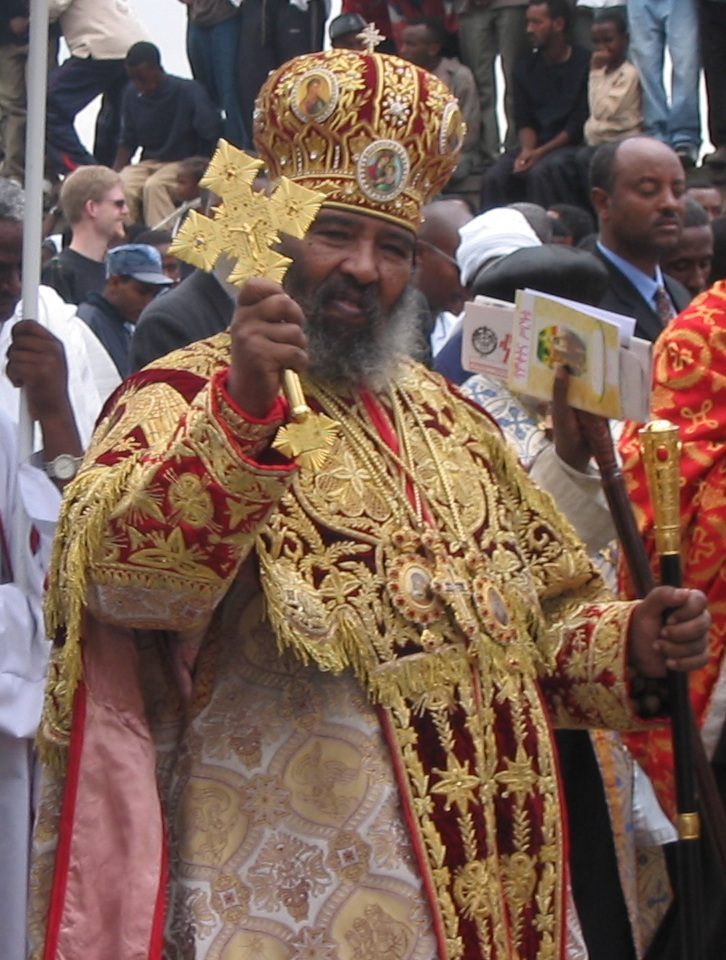
Abune Paulos

Abune Paulos (amharisch አቡነ ጳውሎስ; * 3. November 1935 in Adwa, Tigray (Nord-Äthiopien) als Gebre Igziabiher Wolde Yohannes; † 16. August 2012 in Addis Abeba, Äthiopien) war von 1992 bis zu seinem Tod Patriarch der Äthiopisch-Orthodoxen Tewahedo-Kirche. Sein voller Titel ist Seine Heiligkeit Abune Paulos, Fünfter Patriarch und Katholikos von Äthiopien, Echege des Stuhls St. Takla Haymanot und Erzbischof von Axum.

## Leben
Seine Familie stand dem Kloster Abune Gerima, welches in der Nachbarschaft von Adowa liegt, nahe. Er trat als Junge in das Kloster als Diakonschüler ein, um in den Orden aufgenommen zu werden und 1957 zum Priester geweiht zu werden. Er setzte seine Ausbildung in der Theologischen Schule zur Heiligen Trinität in Addis Abeba unter der Leitung des Patriarchen Abune Tewophilos fort. Zu weiteren Studien wurde er in das Orthodoxe Seminar St. Vladimir in die USA geschickt, danach verfolgte er das Graduiertenprogramm am Theologischen Seminar in Princeton mit dem Ziel der Promotion.
Yohannes' Studien wurden unterbrochen, da der Patriarch ihn nach der äthiopischen Revolution bat zurückzukommen. Nach dem Sturz von Kaiser Haile Selassie wurde er 1973 mit vier anderen Priestern zum Bischof ernannt, wobei er den Bischofsbeinamen Abune annahm. Abune Paulos wurde die Ökumene als Aufgabe anvertraut. Da der Patriarch die neuen Bischöfe ohne die Erlaubnis des neuen Derg-Regimes ernannte, wurden alle fünf Bischöfe 1976 festgenommen und der Patriarch exekutiert. Die jungen Bischöfe wurden bis 1983 festgehalten. Abune setzte nach seiner Freilassung seine Studien in Princeton fort, wo er 1988 zum Dr. theol. promoviert wurde, und lebte fortan im Exil. Im Jahre 1986 wurde er von Patriarch Abune Takla Haymanot zum Erzbischof ernannt.

## Ernennung zum Patriarchen
Im Juli 1992 wurde Paulos zum Patriarchen der äthiopisch-orthodoxen Kirche gewählt. Nach dem Kanon der Kirche war die Ernennung illegal, weil sein Vorgänger, der unter Aufsicht der Militärjunta eingesetzte Abune Merqorios, noch lebte. Die Entmachtung des alten Patriarchen, der darauf in die USA flüchtete, hat zu einer Spaltung der Kirche geführt. Wegen seiner Treue zum EPRDF-Regime, welches ihm zu seiner Position verholfen hatte, wurde der Patriarch oft kritisiert. Aus diesem Grund waren seine Reisen im Ausland meistens von Protesten von Gläubigen in der Diaspora begleitet.

## Weiteres Engagement
Paulos wurde auf der Vollversammlung in Nairobi 1975 in den Zentralausschuss des Ökumenischen Rates der Kirchen gewählt, konnte aber wegen seiner Inhaftierung den Sitz lange nicht besetzen. Später wurde er Mitglied der Kommission für Glauben und Kirchenverfassung. 2006 wurde er zu einem der sieben Präsidenten des ÖRK gewählt.
Paulos war Schirmherr des staatlichen HIV/AIDS-Programms und engagierte sich auch als Mitglied im Weltwirtschaftsforum und auf dem Weltgipfel religiöser und geistlicher Persönlichkeiten bei den Vereinten Nationen für die AIDS-Problematik und die Lage von Jugendlichen und Frauen. Für seine Verdienste um den Schutz und die Wohlfahrt von Flüchtlingen wurde ihm im Jahr 2000 von der Hohen Kommissarin der Vereinten Nationen für Flüchtlinge der Nansen-Flüchtlingspreis verliehen.

## Bundeslade
Am 19. Juni 2009 behauptete Paulos in einem Interview, dass die Bundeslade der Juden sich an einem sicheren Ort in Axum in Äthiopien befindet. Die Lade sei keinem Alterungsprozess unterworfen und entspreche genau den Beschreibungen aus der Bibel.

## Hauptwerk
- Paulos Yohannes: Filsata: The Feast of the Assumption of the Virgin Mary and the Mariological Tradition of the Ethiopian Orthodox Tewahedo Church. Ph.D., Princeton Theological Seminary 1988 (PDF; 14,9 MB).